# Richard Griffiths
Richard Thomas Griffiths (OBE) (Thornaby-on-Tees (Yorkshire), 31 juli 1947 – Coventry, 28 maart 2013) was een Engels acteur. Hij won in zijn carrière diverse prijzen waaronder een Tony Award. Griffiths acteerde zowel in films als in het theater. Griffiths won voor zijn rol in "The History Boys" een Laurence Olivier Award, een Drama Desk Award, een Outer Critics Circle Award en een Tony Award.

## Biografie
Griffiths was een zoon van dove ouders. Hij leerde dus al op zeer jonge leeftijd te communiceren in gebarentaal. Hij bleek ook een talent te hebben voor het onderscheiden en reproduceren van dialecten, hetgeen hem diverse dialectrollen heeft opgeleverd. In zijn kindertijd heeft Griffiths diverse keren geprobeerd van huis weg te lopen. Hij verliet school op zijn vijftiende en werkte een tijdje als portier, maar zijn baas overtuigde hem ervan terug naar school te gaan. Eenmaal terug op school besloot hij toneellessen te gaan volgen op het Stockton & Billingham College. Hij vervolgde zijn toneelopleiding op de Manchester Polytechnic School of Drama.

### Carrière
Na zijn eindexamen ging Griffiths voor BBC Radio werken. Hij werkte ook af en toe in kleine theaters, soms als acteur maar soms ook als manager. Hij speelde verschillende komische rollen in Shakespeare-stukken, wat hem de bijnaam "Shakespearean Clown" opleverde. Hij trad onder meer op in de stukken A Comedy of Errors, The Merry Wives of Windsor en Henry VIII. Hij vestigde zich uiteindelijk in Manchester en begon ook hoofdrollen te spelen. Vanaf dat moment was Griffiths ook op televisie te zien, met zijn doorbraak in de film It Shouldn't Happen to a Vet (in 1975). Begin jaren tachtig werd hij gevraagd voor een hoofdrol in de BBC-serie Bird of Prey (1982). Ook was hij te zien in kleinere rollen in onder meer The French Lieutenant's Woman, Chariots of Fire en Gandhi.
Zijn bekendere rollen omvatten zowel moderne stukken als kostuumdrama's. Zo speelde hij in Gorky Park (1983), Withnail and I (1987), King Ralph (1991), The Naked Gun 2½: The Smell of Fear (1991), Guarding Tess (1994) en in Sleepy Hollow (1999).
In de Harry Potter-filmserie had Griffiths de rol van Herman Duffeling (Engels: Vernon Dursley), de aangetrouwde oom van Harry Potter. Hij was te zien in vijf van de acht films uit de reeks: Harry Potter en de Steen der Wijzen, Harry Potter en de Geheime Kamer, Harry Potter en de Gevangene van Azkaban, Harry Potter en de Orde van de Feniks en Harry Potter en de Relieken van de Dood deel 1.
Hoewel hij voornamelijk bekend was om zijn komische rollen, speelde Griffiths ook in dramaseries. Zijn rol in de serie Pie in the Sky (waarin hij de rol van inspecteur Henry Crabbe speelt) werd zelfs speciaal voor hem geschreven. In 2008 werd Griffiths benoemd tot Officier in de Orde van het Britse Rijk.

### Overlijden
Griffiths overleed op 28 maart 2013 als gevolg van complicaties die optraden bij een hartoperatie in het University Hospital of Coventry and Warwickshire in Groot-Brittannië.

## Filmografie
- It Shouldn't Happen to a Vet (1975)
- Afternoon Off (1979)
- Superman II (1980)
- Breaking Glass (1980)
- Ragtime (1981)
- The French Lieutenant's Woman (1981)
- Chariots of Fire (1981)
- Gandhi (1982)
- Britannia Hospital (1982)
- Gorky Park (1983)
- A Private Function (1984)
- Greystoke - The Legend of Tarzan, Lord of the Apes (1984)
- Shanghai Surprise (1986)
- Withnail and I (1987)
- The Naked Gun 2½: The Smell of Fear (1991)
- King Ralph (1991)
- Blame It on the Bellboy (1992)
- Guarding Tess (1994)
- Funny Bones (1995)
- The Jungle Book Strikes Again (1995) (stem)
- The Canterbury Tales (1998)
- Sleepy Hollow (1999)
- Vatel (2000)
- Harry Potter en de Steen der Wijzen (2001)
- Harry Potter en de Geheime Kamer (2002)
- Harry Potter en de Gevangene van Azkaban (2004)
- Stage Beauty (2004)
- Opa! (2005)
- The Hitchhiker's Guide to the Galaxy (2005)
- Venus (2006)
- The History Boys (2006)
- Harry Potter en de Orde van de Feniks (2007)
- Bedtime Stories (2008)
- Jackboots on Whitehall (2010)
- Harry Potter en de Relieken van de Dood deel 1 (2010)
- Pirates of the Caribbean: On Stranger Tides (2011) als King George
- Hugo (2011)

## Televisie
- The Five Minute Films (1975)
- Nobody's Perfect (1979)
- Bird of Prey (1982)
- Whoops Apocalypse (1982)
- The Cleopatras (1983)
- Bird of Prey 2 (1984)
- Ffizz (1987)
- A Kind of Living (1988)
- Pie in the Sky (1994 – 1997)
- In the Red (1998)
- Hope and Glory (1999)
- The Vicar of Dibley - Spring (1999)
- Gormenghast (2000)
- Tlc (2002)
- Bleak House (2005)
- Ballet Shoes (2007)
- A Muppets Christmas: Letters to Santa (2008)